# Hall of Sermon
Hall of Sermon (HoS) est un label discographique suisse de metal gothique, et plus généralement de musique gothique, basé à Rheinfelden, dans le canton d'Argovie.

## Histoire

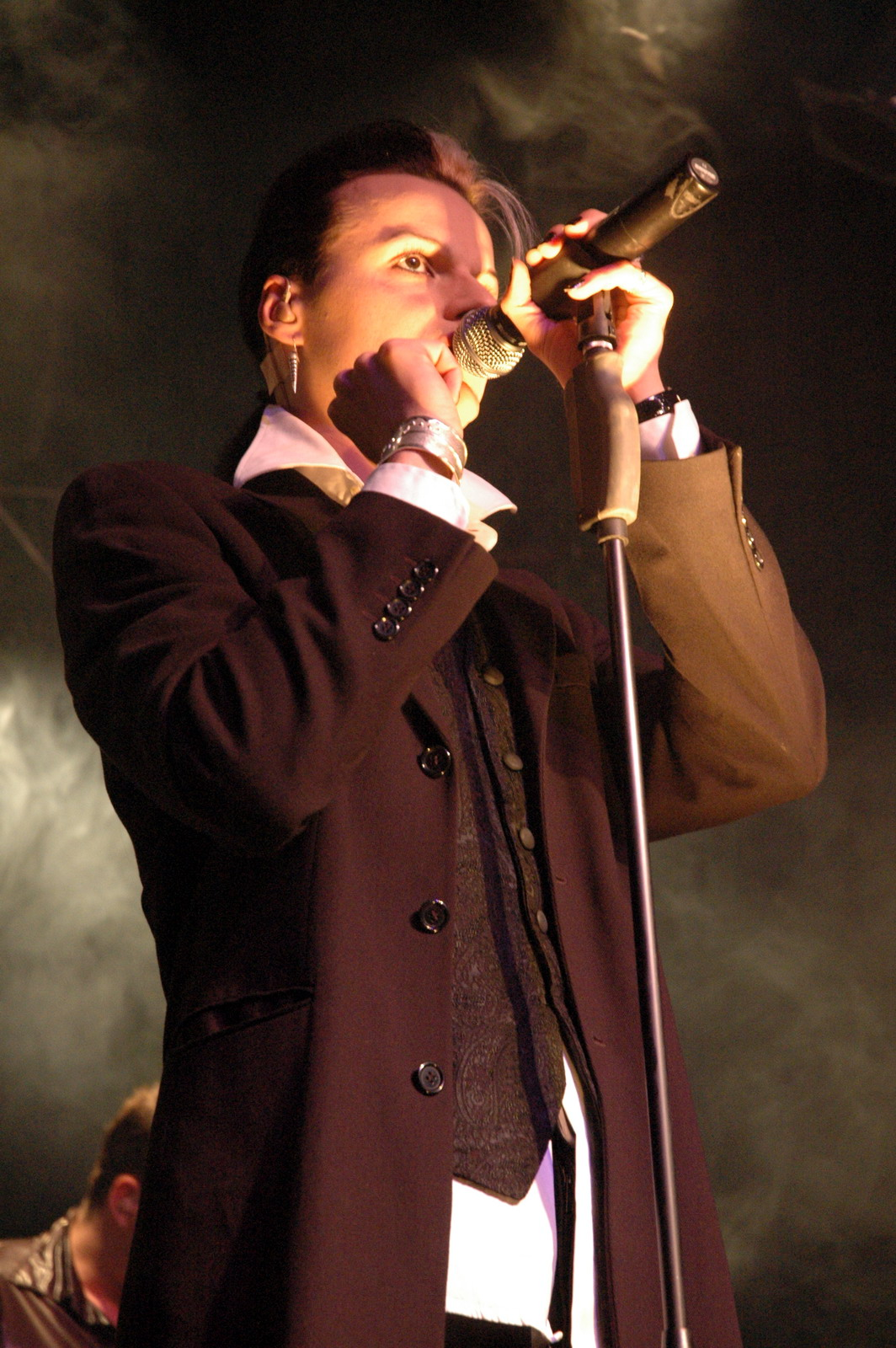
Le fondateur du label Tilo Wolff lors d'une représentation en Pologne en 2005.

Hall of Sermon est fondé en 1991 par Tilo Wolff. Ainsi le groupe de Tilo Wolff, Lacrimosa y édite tous ses albums depuis et est le groupe le plus important de ce label.
En 1998, Hall of Sermon ne signe des contrats qu'avec 4 groupes (Blockhead et Network aayant déjà cessé d'exister) : 3 groupes signés précédemment (The Breath of Life, Dreams of Sanity, The Gallery), et un nouveau groupe allemand, Love Like Blood. Le label lui-même ne génère toujours pas de revenus à l'époque, mais grâce aux bénéfices générés par Lacrimosa, la situation n'est pas critique. De plus, Wolff et Nurmi investissent les bénéfices des ventes de disques de Lacrimosa dans la sortie et la promotion des groupes signés sur leur label.
Le label est rapidement approché par le groupe allemand Girls Under Glass, qui se retrouve sans contrat avec un label après la fermeture de Deathwish Office (appartenant à la major Nuclear Blast) à la fin de l'année 1997. Le groupe avait déjà enregistré un nouvel album, Equilibrium, au début de l'année 1998, dans le style de leurs précédents morceaux, et avait approché directement Nuclear Blast. Mais comme la division Deathwish Office, responsable de l'édition de musique gothique, était déjà fermée à ce moment-là, le groupe s'est vu refuser un contrat, les représentants du label ayant déclaré que Nuclear Blast n'éditait pas ce type de musique. À la recherche d'un autre label pour sortir Equilibrium en Allemagne, le groupe se tourne alors vers Wolff. Comme Wolff connaissait déjà leur travail, il signe volontiers un contrat avec le groupe pour sortir l'album (le contrat ayant été signé en février 1998). HoS aide également le groupe à réaliser l'illustration de l'album, la pochette étant dessinée par un employé de HoS. L'album sort le 21 juin 1999 en Allemagne. Le contrat prévoyait à l'origine la possibilité de sortir un deuxième album sur le label HoS, mais comme le style de musique du groupe avait encore changé, un nouvel album n'était plus dans l'intérêt de Thilo Wolff et du label. En conséquence, Girls Under Glass sort l'album Minddriver sur son propre label Aragon Records en 2001.
Wolff décide de ne plus sortir d'albums d'autres groupes à l'avenir, faisant le choix final en faveur de Lacrimosa. À l'été 2001, la coopération de Hall of Sermon avec d'autres artistes prend fin. En guise de compensation pour ces groupes, le label essaye de les aider à signer avec d'autres labels, et la plupart des groupes, selon Wolff, le  font assez rapidement.
Cependant, cette période ne se termine pas bien pour tous les groupes. Lorsque Wolff annonce l'annulation du contrat de Dreams of Sanity en janvier 2001, cela devient le catalyseur de la fin du groupe, qui commence à connaître des problèmes, avec le départ de certains membres, pour que le groupe cesse finalement et officiellement d'exister en juillet 2002,. Selon l'interview de Wolff au magazine Sounds Online, après que Wolff ait annoncé sa décision à Dreams of Sanity, le groupe décide de se dissoudre, car ils ne voulaient soi-disant pas d'un autre label. Cependant, Wolff lui-même admet qu'à ce stade, la relation entre le label et le groupe ne pouvait plus être qualifiée de positive, les deux parties ayant déjà accumulé suffisamment de raisons de se récriminer mutuellement.
À partir de 2007, le label traite exclusivement avec Lacrimosa, signant notamment des contrats (par exemple avec le label russe Irond) pour superviser les sorties de Lacrimosa dans le monde entier. En outre, Wolff continue à défendre son point de vue selon lequel un petit label doit rester petit. En 2010, le label se porte bien, bien que Wolff soit « insatisfait de l'état actuel des opérations du label » en raison des effets de la crise économique de 2008.
En octobre 2023, le label publie le double album live Nachts de Lacrimosa.

## Groupes et artistes
Plusieurs groupes et artistes sont ou ont été sous ce label :
- Lacrimosa[1]
- Artrosis
- Dreams of Sanity[13]
- Snakeskin
- The Breath of Life[14]
- Evergrey[15]
- Girls Under Glass[16]
- Love Like Blood[17]